# Международный аэропорт имени Амилкара Кабрала

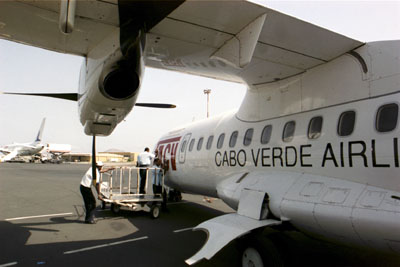
ATR42 авиакомпании ТАКВ (TACV) в аэропорту им. Амилкара Кабрала

Международный аэропорт имени Ами́лкара Кабра́ла — главная международная воздушная гавань Кабо-Верде, назван в честь революционного лидера Амилкара Кабрала и также известен как международный аэропорт о. Сал. Он расположен в 2 км на запад-юго-запад от Эшпаргуша. До сентября 2005 года это был единственный аэропорт Кабо-Верде, обслуживавший международные рейсы. В настоящее время на архипелаге имеются другие международные аэропорты: около Праи на о. Сантьягу, около Минделу, главного города о. Сан Висенте, и на о. Боа Вишта.
Главная ВПП (01/19) имеет длину 3272 м и ширину 45 м и является самой длинной среди всех на Кабо-Верде. Она используется для дальних рейсов. Кроме того, эта ВПП входит в список аварийных посадочных полос для космических челноков США. Вторая ВПП (07/25) длиной 1500 м и шириной 30 м используется для небольших самолётов. Покрытие обеих ВПП — асфальт. Сал являлся главным хабом TACV, авиалиний Кабо-Верде, а сейчас он — базовый аэропорт для частных авиакомпаний Cabo Verde Express (англ. Cabo Verde Express) и Halcyonair (англ. Halcyonair). Пассажирооборот превысил 1 000 000 пассажиров в 2004 г., показав прирост на 21 % к предыдущему году.

## История
Первый аэропорт на о. Сал был сооружён в 1939 году по инициативе Италии и с привлечением её средств в качестве промежуточного пункта на маршрутах из Рима в Южную Америку. Первый рейс прибыл из Рима и Севильи 15 декабря 1939 г. В 1947 г. португальское колониальное правительство выкупило аэропорт. В 1950 г. начал действовать рейс авиакомпании Alitalia по маршруту Рим — Сал — Буэнос-Айрес — Каракас, обслуживавшийся самолётом типа DC-4. В 1961 г. обновление воздушного судна до реактивного DC-8 сделало промежуточную посадку на Сале ненужной, и международное авиасообщение было приостановлено.
В 1967 г. Сал вновь был использован в качестве заправочного пункта авиакомпанией South African Airways (SAA) на рейсах из ЮАР в Европу и обратно. Причиной являлся отказ большинства африканских стран от обслуживания рейсов SAA в связи с международным бойкотом режима апартеида. Позднее Cubana и Аэрофлот использовали этот аэропорт для дозаправки на своих пассажирских рейсах.
В 1985 г. местная компания TACV начала обслуживать рейсы в Бостон (Массачусетс) с помощью лайнера DC-10, принадлежащего авиакомпании LAM Mozambique Airlines. В Бостоне проживает наиболее многочисленная кабо-вердианская диаспора в США. К настоящему времени эти рейсы перенесены в Международный аэропорт Праи. Другие пункты назначения за пределами Кабо-Верде включают Амстердам, Лиссабон, Порту, Мадрид и Париж. Местные перелёты осуществляются в Сантьягу и Сан-Висенте.

## Оборудование и транспортная инфраструктура
Аэропорт Амилкара Кабрала имеет единственный терминал, представляющий собой двухэтажное здание, в котором расположены залы прилёта, вылета, ожидания, а также магазины, банковские точки, офисы авиакомпаний и другие услуги для пассажиров. От четырёх выходов на посадку пассажиров к самолётам доставляют автобусы. На ноябрь 2010 года на острове нет общественного транспорта, который бы доставлял пассажиров в аэропорт по расписанию (как, впрочем, нет вообще никакого регулярного общественного транспорта). Добраться можно на такси либо на маршрутном такси («aluguer»).

## Происшествия
1 ноября 1961 г. самолёт Douglas DC-7C авиакомпании Panair do Brasil, следующий из Лиссабона в Рио-де-Жанейро через Сал и Ресифи, ударился о 84-метровый холм в 2,7 км от ВПП и разбился. Заход на посадку осуществлялся ночью, слишком низко и вне обычного коридора. Погибли все 45 пассажиров и экипаж.